# Sujki (Stryków)
Sujki – część miasta Stryków w województwie łódzkim, w powiecie zgierskim. Leży nad Moszczenicą, na południowy zachód od centrum Strykowa, w rejonie ulic Warszawskiej i Legionów, na zachodnim brzegu Zalewu Strykowskiego. 